# Pave Gregor 16.
Pave Gregor 16. (18. september 1765 – 1. juni 1846) var pave fra år 1831, hvor han blev valgt, frem til sin død i 1846.
| Efterfulgte: Pius 8. | Pave 1831-1846 | Efterfulgtes af: Pius 9. |

1. ↑  Navnet er anført på engelsk og stammer fra Wikidata hvor navnet endnu ikke findes på dansk.
2. ↑  Navnet er anført på engelsk og stammer fra Wikidata hvor navnet endnu ikke findes på dansk.